# Ursaab
Saab 92001/92002/92003 (popularnie znany jako Ursaab – pol. - Oryginalny/Pierwszy SAAB) − pierwszy samochód koncepcyjny szwedzkiej marki Saab.

## Historia i opis modelu

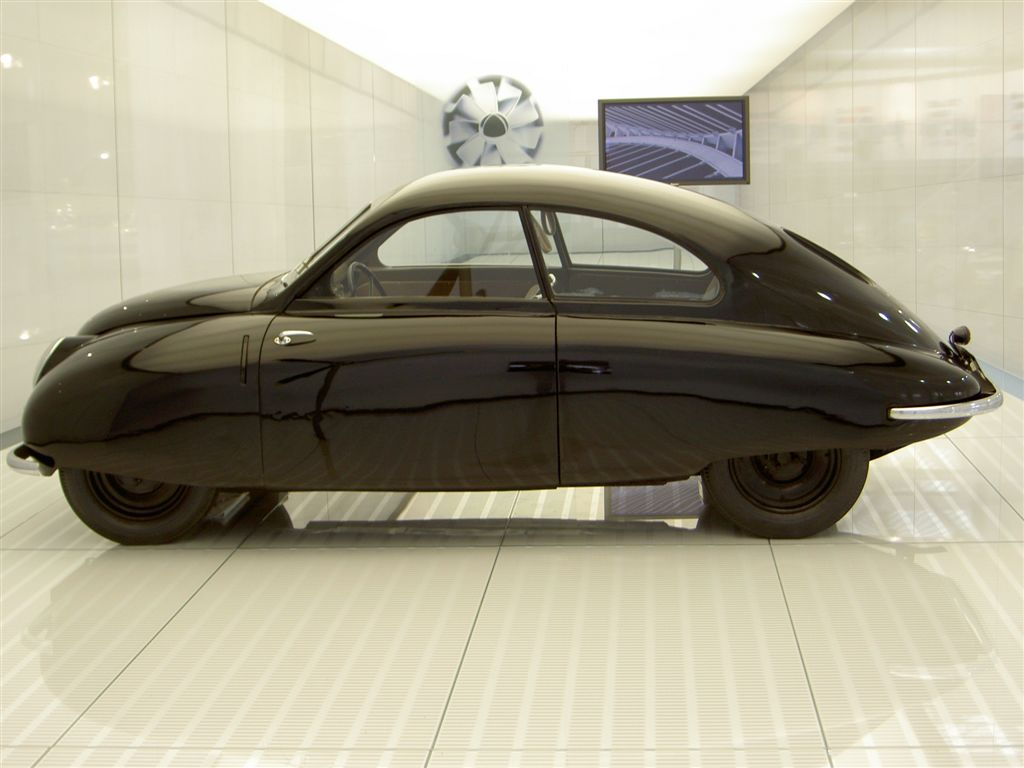
Bok 92001

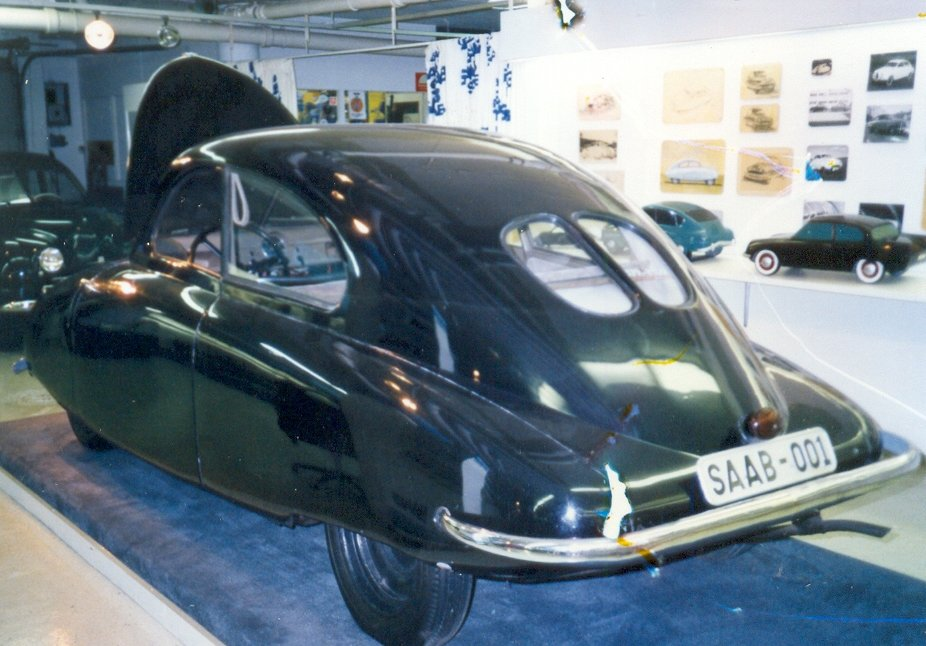
Tył 92001

Powstanie modelu wiąże się z końcem II wojny światowej, kiedy to producent samolotów wojskowych Svenska Aeroplan Aktie Bolaget stanął w obliczu kończącego się popytu na samoloty. W związku z tym kierownictwo koncernu postanowiło stworzyć "dochodowy" dział zajmujący się produkcją samochodów osobowych nazwany Saab Automobile AB. Stworzenie pierwszego w dziejach marki samochodu konkurującego z m.in. Oplem Kadettem, DKW i Adlerem oraz kierownictwo nad tym zadaniem zlecono projektantowi skrzydeł Gunnarowi Ljungströmowi. W pracach uczestniczył również stylista Sixten Sason.
Jesienią 1945 stworzono szkic w skali 1:25, który zawierał ogólną charakterystykę pojazdu (rozstaw osi: 2,75 m, długość: 4,5 m, opory powietrza 50% mniejsze od konkurencji, maksymalna masa 800 kg, silnik dwusuwowy, napęd przedni). Wiosną 1946 roku przy pomocy stolarzy z Motala powstały pierwsze pełnowymiarowe makiety pojazdu z olchowego drewna, które zabarwiono na czarno za pomocą pasty do butów. Latem 1946 roku dzięki pomocy specjalistów z Thorells Kylarfabrik w Linköping stworzono metalowy model, który składał się ze stalowego poszycia i drewnianego szkieletu. Lakierowanie pojazdu na czarno odbyło się w Szwedzkim Zakładzie Kolejowym w Arlöv. 
Samochód wyposażono w zakupiony na złomie dwusuwowy silnik DKW o mocy 18 KM, który zamontowano z przodu, poprzecznie do osi pojazdu.
Pojazd testowany był w całkowitej tajemnicy przemierzając zwykłe, błotniste drogi Szwecji wcześnie rano lub późno w nocy oraz w tunelu aerodynamicznym dzięki czemu współczynnik oporu powietrza wyniósł jedynie 0,32 g. Podczas testów inżynierowie pokonali pojazdem dystans 530 000 km. 
Auto po raz pierwszy pokazano dziennikarzom 10 czerwca 1947 w kantynie ówczesnej siedziby firmy w Linköping. Był to drugi prototyp modelu o numerze 92002. Pojazd od pierwszego prototypu różnił się zastosowaną w nich jednolitą szybą czołową (wcześniejszy prototyp miał szybę dzieloną).
Obecnie pierwszy prototyp marki znajduje się w Muzeum Saaba w Trollhättan.